# Pauline Coatanea
Pauline Coatanea född 6 juli 1993 i Saint-Renan, Frankrike är en fransk handbollsspelare. Hon är vänsterhänt och spelar som högersexa.

## Klubbkarriär
Coatanea började spela handboll åtta år gammal i Locmaria HB. Nästa klubb blev Arvor 29. Hon tillhörde inte A-truppen i klubben utan spelade 2010-2012 bara sex matcher i klubben. Coatanea bytte 2012-2013 till Nantes Atlantique som då spelade i andraligan. 2013 vann klubben andraligan och gick upp i förstaligan. 2016-2017 gjorde hon 53 mål i europacuperna och bidrog till att Nantes kom till kvartsfinal i cupen. Coatanea var lagkapten i Nantes säsongen  2016-2017. Efter 2017 bytte hon klubb till Brest Bretagne HB, det var den klubb som var Arvor 29:s arvtagare. Med Brest vann hon 2018 och 2021 den franska cupen och  2021 ligamästerskapet.

## Landslagskarriär
Pauline Coatanea spelade U19-EM 2011 med franska ungdomslaget. 2012 blev hon silvermedaljör i U20-VM då Sverige vann finalen över Frankrike. Hon blev uttagen i All Star Team i denna U-VM turnering.
Coatanea debuterade den 16 mars 2017 i franska landslaget. Hon blev europamästare med Frankrike 2018. Efter ett misslyckat VM 2019 spelade hon sin andra final i EM 2020 men då förlorade Frankrike mot Norge. Men 2021 tog hon guld i Tokyo OS 2020. Hon stod för 20 mål i OS tureneringen.

## Individuella utmärkelser
- All-Star Team Högersexa vid U20-VM 2012
- Mästerskapet i Frankrike Bästa högersexa 2018
- Riddare av Hederslegionen (2021)[8]